# Folksvagen široko
Folksvagen široko je kupe sa troje vrata, koji proizvodi firma Folksvagen. Za sada je imao samo tri verzije. Prvobitni model se pojavio na tržištu 1974, sledeći tek 1982, da bi se treći model, koji je još uvek u proizvodnji, pojavio 2008. godine.

## Etimologija
Sama reč široko je italijanskog porekla i označava ime mediteranskog vetra u našim krajevima poznatijeg kao jugo. Ovaj auto nije jedini model Folksvagena-a čije ime potiče od imena vetrova. To je još i  .

## Prva generacija
Prva generacija se pojavila na tržištu 1974. godine. Zanimljivo je da se iste godine pojavila i prva generacija Golf-a. U tom periodu je prodato vise od pola miliona primeraka. Po dizajnu Giorgetto Giugiaro, ovaj auto je projektovan u cilju promovisanja sportske vožnje i potpuno novog izgleda. U Evropi se pojavljuje 1974, a na tržištu Severne Amerike godinu dana kasnije. Imao je četvorocilindričan motor od 1.1 do 1.6, a u Severnoj Americi i 1.7. Menjač je četvorostepeni, ručni dok je u Severnoj Americi petostepeni ručni. U to vreme vozila sa automatskim menjačem su bila retka i imala su tri stepena prenosa. Mogućnost adaptacije postojala je od 1975. godine, u vidu klima uređaja i većeg akumulatora. 1977 godine su dva brisača za prednji vetrobran zamenjena jednim, dodat je hromirani branik. Većina promena je bila u boji tako da je na tržištu bilo nekoliko ograničenih serija: "Sidewinder", "Sidewinder II", "Champagne Edition", "Champagne Edition II" i "S".

## Druga generacija
Ova generacija, ne mnogo različita od prethodne, na tržištu se pojavila 1982. godine, na staroj platformi. Jedini novitet ovog modela je u položaju zadnjeg spojlera. 1984 godine su načinjene neznatne promene, kada je znak "široko" premešten, usavršen klima uredjaj, a osmišljen je i novi prostor za rezervni točak i na taj način napravljen novi prostor za veći rezervoar za gorivo. Vraćena su dva brisača. Različite verzije su bile dostupne sa motorima zapremina od 1,3 do 1,8 litara. Ručni menjač je bio petostepen, dok je automatski bio trostepen. Model je bio u proizvodnji do 1988. u Sjedinjeninim Američkim Državama, do 1989. u Kanadi i do 1992. u Nemačkoj i Velikoj Britaniji.

## Treća generacija
Najnovija generacija je bila najavljena još 2006 godine. Javnosti je zvanično predstavljena 2008. godine na Sajmu automobila u Ženevi. U Evropi je prodaja započeta u leto 2008, dok je u drugim zemljama počela 2009. godine. Magazin Top Gear ga je proglasio za automobil 2008. godine, dok mu je na testovima Euro NCAP dobio pet zvezdica za bezbednost. Za razliku od prethodne dve generacije koje su proizvođene u Nemačkoj, ova je sklapana u Portugaliji. Dostupne su verzije sa benzinskim motorima zapremina 1,4 i 2,0 litra. Takođe, u ponudi je i dizel verzija zapremnine 2,0 litra. Snaga motora je od 122 do 265 konjskih snaga. Menjač može biti šestostepeni ručni, kao i šestostepeni ili sedmostepeni DSG (енгл. Direct Shift Gearbox), konstrukcije firme BorgVorner (енгл. BorgWarner) sa dvostrukim kvačilom, koji efikasno spaja prednosti ručnog i automatskog mjenjača.

## Spoljašnje veze
- Scirocco na veb-sajtu  (језик: енглески)